# عبد الله شلال
عبد الله أحمد عبد الله شلال (ولد في 31 يناير 1993 في المنامة، البحرين) لاعب كرة قدم دولي بحريني يجيد اللعب في مركز قلب الدفاع. يلعب حاليا لصالح الرفاع الشرقي الذي ينافس في الدوري البحريني الممتاز منذ 2018.

## الإنجازات

### الرفاع
- الدوري البحريني الممتاز (1): 2014
- كأس الاتحاد البحريني (1): 2014

### منتخب البحرين
- كأس الخليج للمنتخبات الأولمبية (1): 2013

## روابط خارجية
- عبد الله شلال على موقع قاعدة بيانات كرة القدم.إي يو (الإنجليزية)
- عبد الله شلال على موقع ناشيونال فوتبول تيمز (الإنجليزية)
- عبد الله شلال على موقع Soccerway.com (الإنجليزية)
- عبد الله شلال على موقع عالم كرة القدم.نت (الإنجليزية)